# 石川県総務部
石川県総務部（いしかわけんそうむぶ）は石川県に置かれている知事直轄の部局である。

## 概要
1948年1月、内務省の解体、警察制度の改革、地方自治法の一部改正に伴い、県機構の改革が行われ、内務部は総務部と改められた。

## 職務
所掌
石川県部制条例（平成29年3月23日条例第4号）第2条第1項に事務分掌が規定されている。
```
（部等の分掌事務）
第2条 部の分掌事務は、次のとおりとする。
一 総務部
 （一） 職員の進退及び身分に関する事項。
 （二） 
議会
及び県の
行政
一般に関する事項。
 （三） 県の
歳入
歳出
予算
、
税
その他の
財務
に関する事項。
 （四） 
市町
その他公共団体の行政一般に関する事項。
 （五） 防災その他県民の安全に関する事項。
 （六） 条例の立案その他他部の主管に属しない事項。
```

## 組織

### 秘書課
所掌
```
（秘書課の分掌事務）
1．秘書に関すること。
2．
皇室
に関すること。
3．儀式に関すること。
4．庁議及び部課長会議に関すること。
5．
報道機関
との連絡に関すること。
6．
知事会
に関すること。
```

### 総務課
所掌
```
（総務課の分掌事務）
1．
公印
に関すること。
2．文書の収受、発送及び保存に関すること。
3．
情報公開
制度に関すること。
4．
個人情報保護
制度に関すること。
5．県公報の発行及び
官報
報告に関すること。
6．法令審査その他法規一般に関すること。
7．
公益社団法人
及び
公益財団法人
並びに移行法人に関する事務並びに
公益信託
に関する事務の連絡調整に関すること。
8．県の争訟に関する事務の連絡調整に関すること。
9．
行政書士
に関すること。
10．
宗教法人
に関すること。
11．
私立学校
及び
学校法人
に関すること。
12．人権意識の普及啓発、
同和問題
その他人権施策の総合調整に関すること。
13．石川県
公立大学法人
に関すること。
14．各部の事務の連絡に関すること。
15．総務部内の事務の連絡に関すること（財政課の分掌事務を除く）。
16．他の部課の所掌に属しない事項に関すること。
```

### 人事課
所掌
```
（人事課の分掌事務）
1．
叙位
、
叙勲
、ほう賞その他
表彰
に関すること。
2．職員の
教養
及び研修に関すること。
3．公務研修の連絡に関すること。
4．職員の身分、進退、服務及び賞罰に関すること。
5．職員の試験及び人事評価に関すること。
6．職員の給与、
旅費
、勤務時間その他勤務条件に関すること。
7．
恩給
及び退職手当に関すること。
8．職員の
公務災害補償
に関すること。
9．職員の
福利厚生
施設に関すること。
10．職員の
健康管理
その他福利厚生に関すること。
11．
地方職員共済組合
及び職員互助会に関すること。
12．本庁及び出先機関（総務部長があらかじめ指定した出先機関に限る）の給与及び旅費の支給その他総務事務の集中的な処理に関すること。
13．給与及び旅費の電算処理に関すること。
14．自治研修センターに関すること。
```

### 行政経営課
所掌
```
（行政経営課の分掌事務）
1．
行財政改革
に関すること。
2．事務部局の組織（附属機関等を含む）及び権限に関すること。
3．職員の定数に関すること。
4．
地方分権
に関すること。
5．
行政不服審査
制度に関すること。
6．全庁的な政策課題の企画調整に関すること。
7．全庁的な
危機管理
の体制に関すること。
8．
外部監査
に関すること。
```

### デジタル推進課
所掌
```
（デジタル推進課の分掌事務）
1．
デジタル化
の総合的な企画及び調整に関すること。
2．
行政のデジタル化
の推進に関すること。
3．行政情報ネットワーク及び
システム
の整備及び運用に関すること（他課の分掌事務を除く）。
4．地域情報通信基盤の整備に関すること。
```

### 財政課
所掌
```
（財政課の分掌事務）
1．県の
財政
計画及び調査に関すること。
2．県の
予算
に関すること。
3．予算執行の監察に関すること。
4．
地方交付税
（県分）に関すること。
5．地方特例交付金（県分）に関すること。
6．交通安全対策特別交付金（県分）に関すること。
7．財政報告及び
財務
統計
に関すること。
8．
県債
及び
資金
計画に関すること。
9．
県議会
に関すること。
10．
宝くじ
発行に関すること。
11．財政調整基金及び県有施設整備基金に関すること。
12．東京事務所に関すること。
13．
監査委員
、
公安委員会
、
人事委員会
及び
教育委員会
に関すること。
14．県関係
公社
等の管理に関すること。
15．総合教育会議に関すること。
```

### 管財課
所掌
```
（管財課の分掌事務）
1．
公有財産
に関すること。
2．県関係
公社
等の財産に関する動態の掌握に関すること。
3．県有財産等の有効活用及び処分に関する方策の推進に関すること。
4．
庁用自動車
の集中管理に関すること。
5．庁中取締、清掃及び当直に関すること。
6．
庁舎
及び
公舎
の維持修繕に関すること。
7．庁内電話、電気、ガス、水道及び暖房等の管理に関すること。
8．物品の出納及び保管に関すること。
9．物品の購入、貸借、修繕及び処分に関すること。
10．
土地開発
基金に関すること。
```

### 税務課
所掌

### 市町支援課
所掌
```
（市町支援課の分掌事務）
1．
市町
その他公共団体の
行政
の助言等に関すること。
2．
行政区域
に関すること
3．市町への事務の移譲に関すること。
4．
直接請求
に関すること。
5．
市町合併
に関すること。
6．辺地対策に関すること。
7．市町の経営する
公営企業
に関すること。
8．市町の設立する
土地開発公社
に関すること。
9．
住民基本台帳
に関すること。
10．
住居表示
整備に関すること。
11．
市町村職員共済組合
の指導監督に関すること。
12．
選挙管理委員会
に関すること。
13．市町その他公共団体の
財政
の助言等に関すること。
14．
市町の起債
に係る協議等に関すること。
15．
地方交付税
（市町分)）に関すること。
16．地方特例交付金（市町分）に関すること。
17．交通安全対策特別交付金（市町分）に関すること。
18．自治振興資金貸付基金に関すること。
19．
市町村税
に関すること（税務課の分掌事務を除く）。
20．
国有資産等所在市町村交付金
に関すること。
21．有提供施設等所在市町村助成交付金に関すること。
22．
地方譲与税
（市町分）に関すること。
23．
自衛官
募集に関すること。
24．県総合事務所に関すること。
```